# بلاگی
بلاگی (به انگلیسی: Bellaghy) یک روستا در بریتانیا است. بلاگی ۱٬۰۶۳ نفر جمعیت دارد.